# Polypauropoides unisetus
Polypauropoides unisetus är en mångfotingart som beskrevs av Ulf Scheller 1994. Polypauropoides unisetus ingår i släktet Polypauropoides och familjen Polypauropodidae. Inga underarter finns listade i Catalogue of Life.